# Kapitein-regent van San Marino

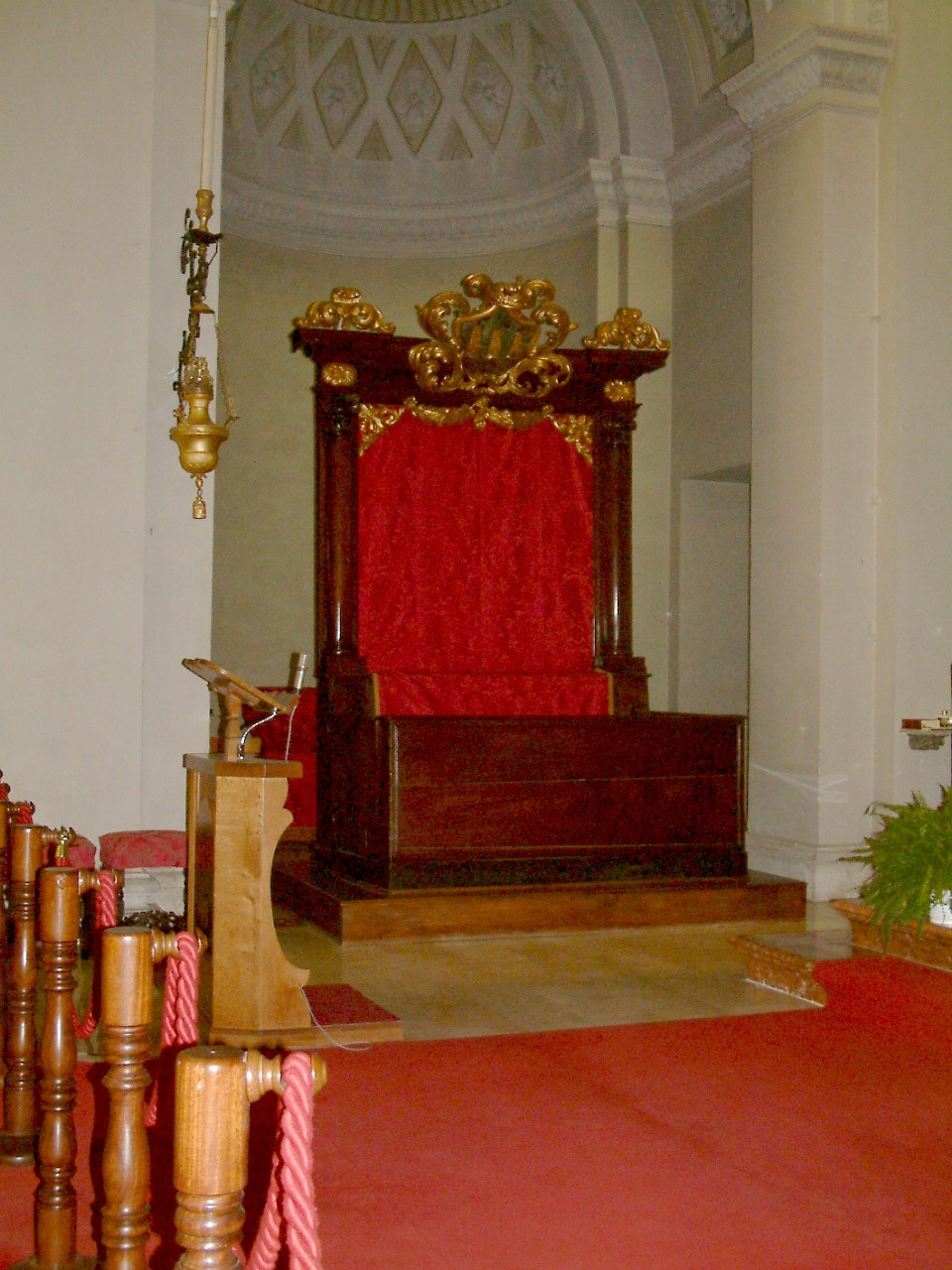
De troon van de kapiteinen-regent, in de Basiliek van San Marino.

De kapitein-regent van San Marino (Italiaans: capitano reggente di San Marino), is sinds de oprichting van de Consiglio Grande e Generale, het San Marinese parlement, in 1243 de titel van het staatshoofd van San Marino. Elk half jaar worden twee kapiteinen-regent (Italiaans: capitani regent) gekozen voor een regeerperiode van zes maanden. Deze regeringsvorm stamt af van de consuls tijdens de Romeinse Republiek. De eerste ambtsperiode begint op 1 april en de tweede op 1 oktober. 
Hoewel een kapitein-regent dus maar een half jaar regeert, hebben velen van hen in het verleden meerdere termijnen gezeten. Het record is in handen van Domenico Fattori. Hij was elf keer kapitein-regent, waardoor hij dus totaal (in verspreide termijnen) 5,5 jaar (gedeeld) staatshoofd van San Marino was. Zijn eerste termijn startte op 1 april 1857 en zijn laatste termijn eindigde op 1 oktober 1914. 
Zie ook
- Lijst van kapiteinen-regent van San Marino van 1243 tot 1500
- Lijst van kapiteinen-regent van San Marino van 1500 tot 1700
- Lijst van kapiteinen-regent van San Marino van 1700 tot 1900
- Lijst van kapiteinen-regent van San Marino vanaf 1900